# Ph.D. (Band)
Ph.D. war eine dreiköpfige britische Soul-Popband.

## Werdegang
Sie wurde Anfang der 1980er Jahre von dem schottischen Musiker und Sänger Jim Diamond gegründet. Ihr einziger Hit war die Single I Won’t Let You Down, mit der dem Trio 1982 ein internationaler Erfolg gelang. Der Bandname, das englische Akronym für Philosophiae Doctor, leitete sich aus den Initialen der Familiennamen der drei Mitglieder Simon Phillips (Schlagzeug); Tony Hymas (Keyboards) – beide ehemalige Mitglieder der Jeff Beck Band – und Diamond ab. Kurze Zeit nach der Veröffentlichung des zweiten Albums Is It Safe? wurde bei Diamond Hepatitis diagnostiziert, so dass zahlreiche geplante Auftritte abgesagt werden mussten. Wenig später trennte sich die Band.
Im Jahr 2006 schlossen sich Jim Diamond und Tony Hymas wieder zusammen und veröffentlichten 2009 ein neues Album.
Jim Diamond starb am 8. Oktober 2015 überraschend im Schlaf.

## Diskografie

### Alben
- 1981: Ph.D.
- 1983: Is It Safe?
- 2009: Three

### Singles
- 1981: Little Susie’s on the Up
- 1982: I Won’t Let You Down
- 1982: There’s No Answer to It
- 1983: I Didn’t Know
- 1983: Fifth of May
- 2009: Drivetime

## Auszeichnungen für Musikverkäufe
| Goldene Schallplatte - Frankreich - 1982: für die Single I Won’t Let You Down - Niederlande - 1982: für die Single I Won’t Let You Down |

Anmerkung: Auszeichnungen in Ländern aus den Charttabellen bzw. Chartboxen sind in ebendiesen zu finden.
| Land/RegionAuszeichnungen für Musikverkäufe (Land/Region, Auszeichnungen, Verkäufe, Quellen) | Silber  | Gold     | Platin | Verkäufe | Quellen     |
| -------------------------------------------------------------------------------------------- | ------- | -------- | ------ | -------- | ----------- |
| Frankreich (SNEP)                                                                            | —       | Gold1    | —      | 500.000  | infodisc.fr |
| Niederlande (NVPI)                                                                           | —       | Gold1    | —      | 100.000  | nvpi.nl     |
| Vereinigtes Königreich (BPI)                                                                 | Silber1 | —        | —      | 200.000  | bpi.co.uk   |
| Insgesamt                                                                                    | Silber1 | 2× Gold2 | —      |          |             |